# 1999 Хирајама
1999 Хирајама (енгл. 1999 Hirayama) је астероид главног астероидног појаса са пречником од приближно 33,95 .
Афел астероида је на удаљености од 3,465 астрономских јединица (АЈ) од Сунца, а перихел на 2,763 АЈ.
Ексцентрицитет орбите износи 0,112, инклинација (нагиб) орбите у односу на раван еклиптике 12,533 степени, а орбитални период износи 2007,352 дана (5,495 година).
Апсолутна магнитуда астероида је 10,60 а геометријски албедо 0,088.
Астероид је откривен 27. фебруара 1973. године.